# Mûres
Mûres är en kommun i departementet Haute-Savoie i regionen Auvergne-Rhône-Alpes i sydöstra Frankrike. Kommunen ligger i kantonen Alby-sur-Chéran som tillhör arrondissementet Annecy. År 2022 hade Mûres 882 invånare.

## Befolkningsutveckling
Antalet invånare i kommunen Mûres
| Referens: INSEE |